# Attilio Mauro Caproni
Attilio Mauro Caproni (Genova, 1941) è un bibliografo italiano.

## Biografia
Figlio del poeta Giorgio Caproni e di Rosa (Rina) Rettagliata, è stato Bibliotecario presso la Biblioteca Nazionale di Roma e l'Istituto Centrale per Il Catalogo Unico, sotto la direzione di Angela Vinay.
Dal 1974 al 1985 è stato professore incaricato e associato di Bibliografia presso le Università di Salerno e Urbino.
Dal 1986 è ordinario di Bibliografia all'Università degli Studi di Udine dove ha ricoperto, tra l'altro, la carica di Preside della Facoltà di Lettere dal 1993 al 1999, e dal 2001 al 2021 ha insegnato anche presso la Università di Firenze.
Ha fondato e diretto, dal XIV al XXII ciclo, presso l'Università di Udine, il Dottorato di ricerca in scienze bibliografiche e archivistiche: primo dottorato di ricerca su queste discipline nella storia delle università italiane.
Nel 2002 ha ideato e fondato la rivista "Bibliotheca" che ha diretto con Alfredo Serrai.
Fa inoltre parte del Comitato di direzione di "Culture del testo e del documento" e, per sua scelta, solo nei comitati scientifici delle riviste "Paratesto", "Bibliothecae.it" .
Per le Edizioni Sylvestre Bonnard ha diretto la collana Studi Bibliografici.
Nel 2004 ha curato, insieme ad Ugo Rozzo, per la casa editrice Forum, il libro dedicato alla memoria di Enzo Bottasso, «La filosofia del bibliotecario» e altri scritti e, in maniera autonoma, la raccolta di contributi di Leopoldo Cassese, Teorica e metodologia. Scritti editi e inediti di paleografia, diplomatica, archivistica e biblioteconomia (Pietro Laveglia editore, Salerno, 1980).
Autore di numerosi studi tra cui Il Materiale minore. Proposta per una procedura biblioteconomica (Società editrice napoletana SEN) ; La formazione professionale dei bibliotecari (Editrice Bibliografica); La biblioteca universitaria bel sistema dell'informazione e della documentazione (Editore Del Bianco - Udine), e poi: L'inquietudine del sapere (Sylvestre Bonnard, 2007) e I pensieri dentro le parole (Vecchiarelli, 2008).
Nel 2021 è stato pubblicato presso l'editore Vecchiarelli: Il coraggio di sapere. La bibliografia e il suo infinito intrattenimento". Questo testo, curato da Filippo Puddu, con una prefazione di Piero Innocenti è un omaggio che il professor Innocenti ha messo in essere in occasione di un compleanno importante.
Inoltre nel 2022, presso la casa editrice Biblohaus di Macerata, ha pubblicato un libro intervista dal titolo: La bibliografia culturale (non è facile parlare di sé). Mauro Guerrini intervista Attilio Mauro Caproni, con alcune domande di Alfredo Broletti. Prefazione di Mauro Guerrini, postfazione di Anna Dolfi, e Nota di Massimo Gatta.
In occasione dei suoi 65 anni Piero Innocenti e Cristina Cavallaro hanno curato la Miscellanea di studi in suo onore dal titolo (qui abbreviato) Una mente colorata, in 3 volumi,1297 p. Testo pubblicato dallo editore Vecchiarelli di Roma (Manziana).
Ha interpretato se stesso nel docufiction Statale 45 - Io, Giorgio Caproni, il film di Fabrizio Lo Presti sulla vita del poeta.
Nel 2004 ha ricevuto dal Presidente della Repubblica Carlo Azeglio Ciampi la medaglia d'oro per i benemeriti della scuola e della cultura e dell'arte; è socio d'onore dell'Accademia delle scienze e delle lettere di Genova, e altro ancora.